# قوة مركزية

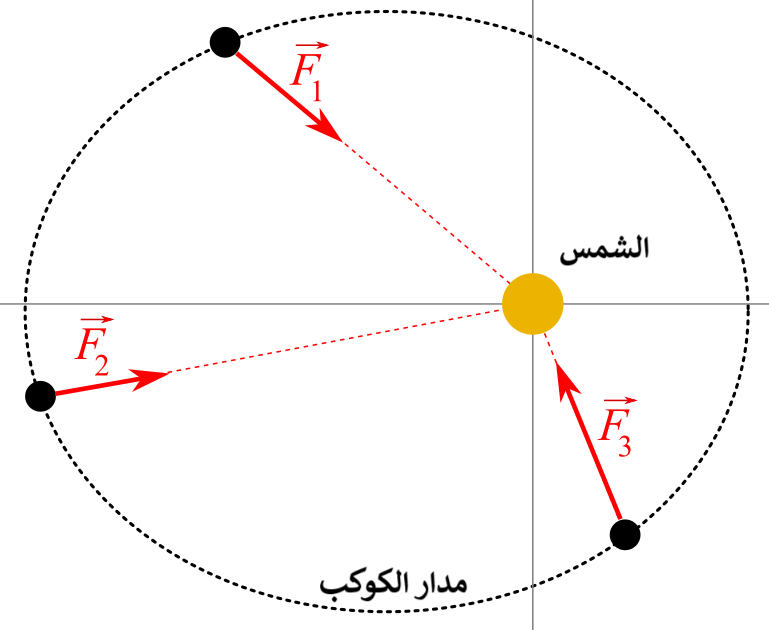
مخطط القوى المركزية

في الميكانيكا الكلاسيكية، القوة المركزية المؤثرة على جسم ما هي القوة الموجهة نحو أو بعيدًا عن نقطة تسمى مركز القوة.[a]
{\displaystyle {\vec {F}}=\mathbf {F} (\mathbf {r} )=\left\vert F(\mathbf {r} )\right\vert {\hat {\mathbf {r} }}}
عندما{\displaystyle \scriptstyle {\vec {\text{ F }}}}هي القوة، F هي دالة قوة متجهية القيمة، F دالة قوة ذات قيمة قياسية، r هي متجه الموضع، ||r|| هو طوله وr/||r|| = {\displaystyle \scriptstyle {\hat {\mathbf {r} }}}هو متجه الوحدة المقابل.
ليست كل مجالات القوة المركزية محافظة أو متماثلة كرويًا. ومع ذلك، فإن القوة المركزية تكون محافظة إذا وفقط إذا كانت متناظرة كرويًا أو غير متغيرة دورانيًا.

## خصائص
يمكن دائمًا التعبير عن القوى المركزية المحافظة على أنها التدرج السلبي لطاقة وضع:
{\displaystyle \mathbf {F} (\mathbf {r} )=-\mathbf {\nabla } V(\mathbf {r} ){\text{, where }}V(\mathbf {r} )=\int _{|\mathbf {r} |}^{+\infty }F(r)\,\mathrm {d} r}
(يعتبر الحد الأعلى للتكامل تعسفيًا، حيث يتم تعريف الإمكانات حتى ثابت مضاف).
في مجال محافظ، يتم الحفاظ على إجمالي الطاقة الميكانيكية (الحركية والجهد):
{\displaystyle E={\frac {1}{2}}m|\mathbf {\dot {r}} |^{2}+V(\mathbf {r} )={\text{constant}}}
(حيثṙ تشير إلى مشتق فيما يتعلق بالوقت، أي السرعة)، وفي مجال القوة المركزية، كذلك الزخم الزاوي:
{\displaystyle \mathbf {L} =\mathbf {r} \times m\mathbf {\dot {r}} ={\text{constant}}}
لأن العزم الناتج عن القوة يساوي صفرًا. نتيجة لذلك، يتحرك الجسم على المستوى عموديًا على متجه الزخم الزاوي ويحتوي على الأصل، ويتبع قانون كبلر الثاني. (إذا كان الزخم الزاوي صفراً، يتحرك الجسم على طول الخط الذي يربطه بالأصل).
يمكن أيضًا إثبات أن الجسم الذي يتحرك تحت تأثير أي قوة مركزية يخضع لقانون كبلر الثاني. ومع ذلك، فإن القانونين الأول والثالث يعتمدان على طبيعة التربيع العكسي لقانون الجاذبية الكونية لنيوتن ولا ينطبقان بشكل عام على القوى المركزية الأخرى.
كنتيجة لكونها محافظة، فإن حقول القوة المركزية المحددة هذه غير منطقية، أي أن دورانها يساوي صفرًا، باستثناء الأصل:
{\displaystyle \nabla \times \mathbf {F} (\mathbf {r} )=\mathbf {0} {\text{.}}}

## أمثلة
قوة الجاذبية وقوة كولوم هما مثالان مألوفان مع {\displaystyle F(\mathbf {r} )} تتناسب مع 1 / r2 فقط. كائن في مثل هذا المجال القوة مع السلبية {\displaystyle F(\mathbf {r} )} (المقابلة لقوة جذب) تخضع لقوانين كبلر لحركة الكواكب.
مجال القوة للمذبذب التوافقي المكاني مركزي مع {\displaystyle F(\mathbf {r} )} تتناسب مع r فقط والسلبية.
من خلال نظرية برتراند، هذان الاثنان، {\displaystyle F(\mathbf {r} )=-k/r^{2}} و{\displaystyle F(\mathbf {r} )=-kr}، هي حقول القوة المركزية الوحيدة الممكنة حيث تكون جميع المدارات المحدودة مدارات مغلقة ومستقرة. ومع ذلك، توجد حقول قوة أخرى لها بعض المدارات المغلقة.